# ASAP Ferg
Даролд Д. Браун Фергусон (англ. Darold D. Brown Ferguson, Jr.; род. 20 октября 1988, Гарлем, Нью-Йорк), более известный под псевдонимом Ferg (ранее — A$AP Ferg) — американский рэпер из нью-йоркского района Гарлем. Наиболее известен как бывший участник хип—хоп коллектива A$AP Mob, от которого он заключил контракт со звукозаписывающими компаниями Polo Grounds Music и RCA Records - теми же лейблами, которые помогли запустить A$AP по всему миру. Двумя годами ранее соратники Даролда по A$AP Mob A$AP Rocky и покойный ASAP Yams успешно заключили свою собственную сделку. Дебютный студийный альбом Даролда Trap Lord был выпущен в августе 2013 года и имел коммерческий успех и в целом положительный прием, а также ознаменовал его первое попадание в Billboard Hot 100 с его трижды платиновым синглом "Work (Remix)" (с участием A$AP Rocky, French Montana, Schoolboy Q и Trinidad James)..

## Биография

### Ранние годы
Родился 20 октября 1988 года в Гарлеме, Нью-Йорке. Ферг вырос в районе, известном как « Hungry Ham (Hamilton Heights)». Его отцу (Darold Фергюсон) принадлежат бутик в Гарлеме и звукозаписывающий лейбл, известный как Bad Boy Records, на котором записывались Тедди Райли, Хеви Ди, Бейли Бив ДеВое, а также ещё много известных артистов. Несмотря на то, что он с детства был погружен в музыкальную среду, в молодости он предпочитал моду музыке. Вдохновленный своим отцом, который умер от почечной недостаточности, Ферг выпустил линии одежды и ювелирных украшений, а также учился в музыкальной школе. В 2005 году Ферг начал выпускать «Devoni Clothing», это были высококачественные ремни, которые он сам проектировал и распространял. Их носили Крис Браун, Свиз Битс и Дигги Симонс.

### 2009—2012: Карьера до A$AP Mob
В конце концов, он начал заниматься музыкой. «Треппинг означает суетиться» — объяснил он. Я прошел путь от живописи и дизайна одежды до рэпа. Я всегда вкладываю всего себя во все то что я делаю. Неважно, над чем я работаю. Все то что я делаю, я хочу делать идеально. Успех — это моя цель. Они называют меня «Лорд Трапа», потому что мой Хасл безупречен. Школьные друзья и ASAP Rocky, признавали что Ферг отлично читал, и призывали Ферга читать рэп дальше. Позже они присоединились к хип-хоп коллективу ASAP Mob, в котором они оба получили свои прозвища. Начиная с 2010 года, они сотрудничают с Рокки на песнях "Get High, " «Kissin' Pink» and «Ghetto Symphony», а позже, в 2013 году, на его дебютном микстейпе Long. Live. A$AP.

### 2012—2014:Trap Lord

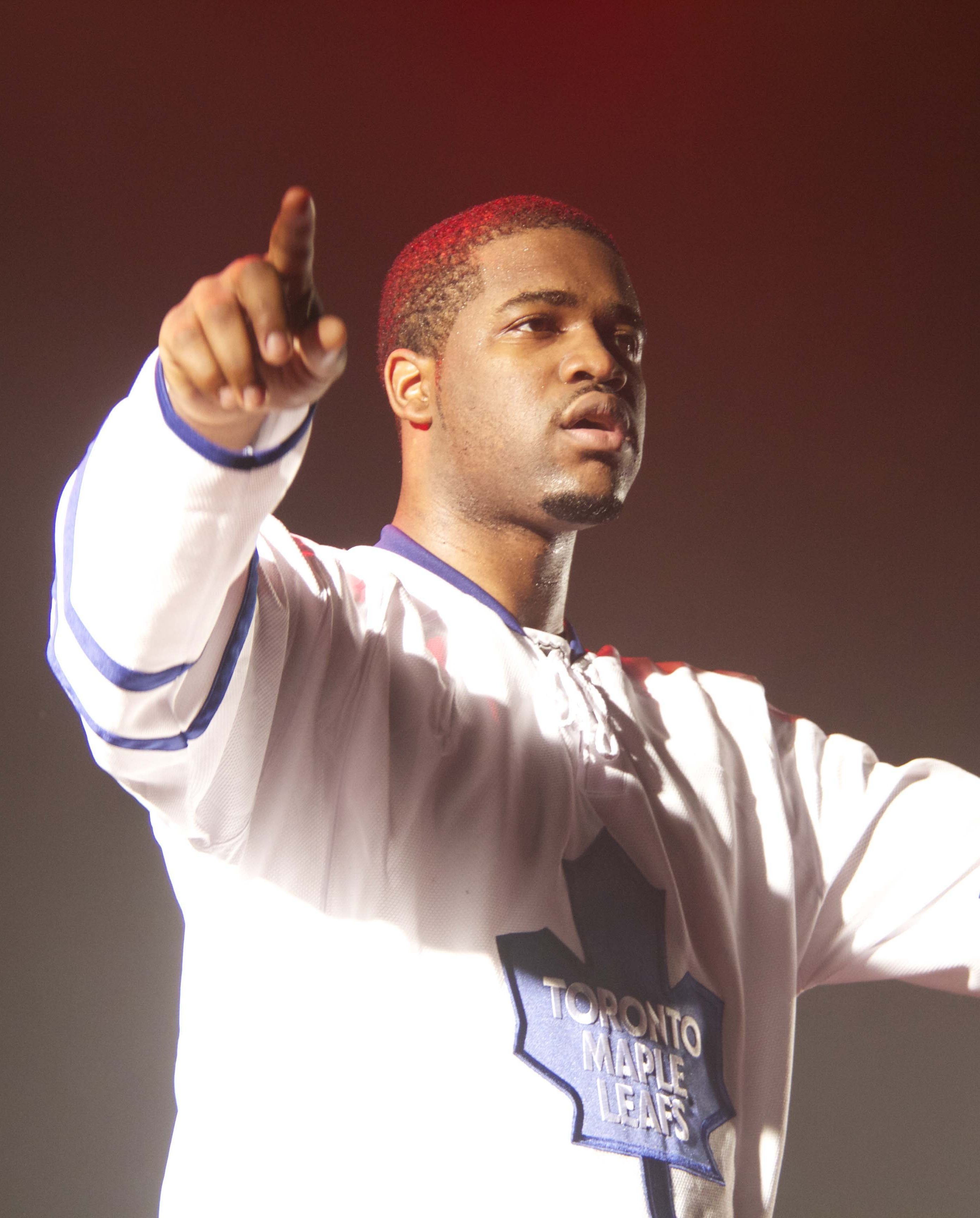
Выступление Ферга в декабре 2013.

Дебютный сингл Ферга «Work», выпущенный под продакшн Chinza и Fly, появляется на микстейпе ASAP Mob «Lords Never Worry», вышедшем 20 августа 2012 года. Клип на данную песню набрал 2 миллиона просмотров в интернете, а песня вошла в топ 50 песен 2012 года, по версии Complex Magazine. 10 января 2013 года он объявил что Trap Lord станет название его дебютного альбома. Презентуя дебютный альбом Trap Lord Ферг сказал: «Я надеюсь, что люди найдут что-то хорошее, а также что-то плохое, в том, что я должен сказать, я видел так много дерьма в своей жизни. Были случаи, когда в меня стреляли на баскетбольной игре, а потом я ходил на показ мод. Я испытал депрессию. Я пережил Триумф. Я испытал ненависть. Я испытал любовь. Я научился быть независимым. Я выбрался из депрессии, и теперь хочу подняться наверх».
10 января 2013 года, было объявлено, что он подписал контракт с RCA Records и Polo Grounds. 4 мая 2013 года ремикс на «Work» с участием коллег американских рэперов A$AP Rocky, Schoolboy Q, French Montana и Trinidad James был выпущен для цифровых ретейлеров. 2 июня 2013 года, на показе альбома «Trap Lord», на котором присутствовали Bone Thugs-n-Harmony и Onyx, Ферг объявил, что альбом будет выпущен 20 августа 2013 года. Альбом дебютировал на 9 месте в чарте Billboard 200, общий объём продаж альбома в США составляет 46 000 копий. 15 октября он был назван «новичком года» на Bet Hip Hop Awards 2013. Однако он не был там, чтобы принять награду, поскольку он не думал, что сможет её выиграть. в 2014 году Ферг появился на треке «Hands on Me» Арианы Гранде, с её второго альбома «My Everything». Альбом был выпущен 22 августа 2014 года.

### 2015 — настоящее время
25 февраля 2015 года, Ферг выпустил видео на сингл «Dope Walk», трек из его микстейпа Ferg Forever , в котором он придумал вирусный танец с одноимённым названием. Клип был полностью снят на iPhone, во время Нью-Йоркской Недели Моды, в клипе снялась фотомодель Кара Делевинь, а также множество других знаменитостей, в том числе и Крис Дженнер, Канье Уэст, Расселл Симмонс, Джастин Бибер, Бейонсе, Рианна, Эйсап Рокки, Джереми Скотт, Форест Твинс, и Хаим. Ферг сказал про этот клип: «Я хочу чтобы дети танцевали и продолжали веселиться. Так было раньше в Гарлеме. Я помню всех, кто живёт Гарлемом и „Chicken Noodle Soup'-ing“. Это были одни из самых веселых и запоминающихся моментов в моей жизни.»
Осенью 2015 года Ферг снял видеоклип для репера Future «Thought It Was a Drought». В интервью The Source Ферг заявил, что его «…новый альбом- это моя лучшая работа. Я вложил все свои силы в него. Я всегда говорю людям, что я действительно не знаю, что я собираюсь делать после этого альбома, потому я вложил всю правду в этот альбом».22 апреля 2016 года, Ферг выпустил свой второй студийный альбом, который называется «Always Strive And Prosper». Первый сингл с этого альбома, «New Level» при участии Future, стал золотым 11 августа 2016 года. В 2016 году, он и Playboi Carti поехали в тур «Turnt & Burnt», с 23 остановками. 9 июня 2017, Lost Kings выпустили «Look At Us Now» при участии Ферга и певицы Элли Брук.

## Дискография
- Trap Lord (2013)
- Always Strive and Prosper (2016)
- Still Striving (2017)
- Floor Seats (2019)

## Награды и номинации
| Год  | Награда            | Номинированная работа | Номинация     | Результат |
| ---- | ------------------ | --------------------- | ------------- | --------- |
| 2013 | BET Hip Hop Awards | —                     | Новичок года  | Победа    |
| 2013 | BET Hip Hop Awards | —                     | Режиссёр года | Номинация |